# Tai Lü
Tai Lü (auch Xishuangbanna-Tai bzw. -Dai; Eigenbezeichnung in IPA: [tai51 lɯː11]; chinesisch 傣仂语, Pinyin Dǎilèyǔ; laotisch: ພາສາໄທລື້; thailändisch ภาษาไทลื้อ; vietnamesisch Lự) ist eine Sprache (oder eine Dialektgruppe) aus der Familie der Tai-Kadai-Sprachen. Innerhalb dieser gehört sie zum südwestlichen Zweig der Tai-Sprachen. Es wird von den Angehörigen des gleichnamigen, über mehrere Staaten Südostasiens verstreut lebenden Volks der Tai Lü gesprochen. Tai Lü hat etwa 280.000 Sprecher in China, wo die Lü als Teil der Dai, eine der 55 offiziell anerkannten nationalen Minderheiten, klassifiziert werden. In Laos wird die Sprecherzahl mit 123.000, in Thailand mit 83.000, in Myanmar mit 60.000 und in Vietnam mit etwa 5.000 angegeben.
Tai Lü ist eine der Amtssprachen des Autonomen Bezirks Xishuangbanna der Dai im Süden der chinesischen Provinz Yunnan.
Es gibt verschiedene Dialekte der Sprache, die ein Dialektkontinuum bilden, also nicht trennscharf voneinander abgrenzbar sind. Ebensolche Übergänge gibt es auch zu benachbarten, eng verwandten Tai-Sprachen, wie der Lanna-Sprache (Kam Müang), Laotisch, den Sprachen der Khün, Shan und Tai Dón („weißen Tai“).

## Schrift

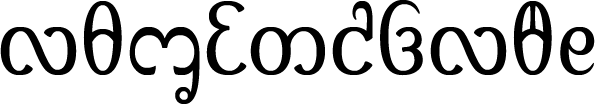
Schriftbeispiel Neu-Tai-Lü

Tai Lü hat eine eigene Schrift, die aus dem alten Lanna-Alphabet entwickelt wurde (das historisch für Lanna, Lü und Khün verwendet wurde) und den anderen indischen Schriften in Südostasien sehr ähnlich ist.
Die moderne Version dieser Schrift (Neu-Tai-Lue) wurde in China in den 1950er Jahren aus einer älteren Schrift (Tai Le) entwickelt. Seit den 1980er Jahren werden in China sowohl die ältere als auch die neuere Variante benutzt.
Die neue Variante hat 37 Buchstaben für Konsonanten am Silbenanfang; 5 dieser Konsonanten können mit dem Buchstaben für w kombiniert werden; es gibt 2 Tonzeichen und 16 bzw. 17 Zeichen für Vokalnuklei; 7 Zeichen für Konsonanten am Silbenende werden durch ein diakritisches Zeichen gebildet; es gibt zwei Ligaturen aus Vokal- und Konsonantenzeichen.
Vokalzeichen werden dem Silbenanlautkonsonanten nach- oder vorangestellt. Die Anlautkonsonanten zerfallen in zwei Klassen. In welchem Ton eine Silbe ausgesprochen wird, hängt von der Klasse des Anlautkonsonanten, der Silbenstruktur, der Länge des Vokals und vom Tonzeichen ab.
Es gibt eigene Zahlzeichen.

## Unicodebereiche
- Tai Le: U+1950 – U+197F (6480–6527) = Ältere Schrift
- Neu-Tai-Lue: U+1980 – U+19DF = Moderne Schrift